# Лоренс (округ, Джорджія)
Шаблон:StateAbbr_ 32°28′ пн. ш. 82°56′ зх. д. / 32.46° пн. ш. 82.93° зх. д.
Округ Лоренс (англ. Laurens County) — округ (графство) у штаті Джорджія, США. Ідентифікатор округу 13175.

## Історія
Округ утворений 1807 року.

## Демографія
За даними перепису
2000 року
загальне населення округу становило 44874 осіб, зокрема міського населення було 19261, а сільського — 25613.
Серед мешканців округу чоловіків було 21572, а жінок — 23302. В окрузі було 17083 домогосподарства, 12177 родин, які мешкали в 19687 будинках.
Середній розмір родини становив 3,06.
Віковий розподіл населення поданий у таблиці:
| Стать    | До 15 років | 15-21 | 22-29 | 30-39 | 40-49 | 50-65 | 65-85 | Понад 85 |
| -------- | ----------- | ----- | ----- | ----- | ----- | ----- | ----- | -------- |
| Чоловіки | 5085        | 2353  | 2117  | 3061  | 3160  | 3419  | 2168  | 209      |
| Жінки    | 4846        | 2232  | 2245  | 3315  | 3427  | 3648  | 3059  | 530      |

## Суміжні округи
- Джонсон – північний схід
- Емануель – північний схід
- Тройтлен – схід
- Вілер – південь
- Додж – південний захід
- Блеклі – захід
- Твіггс – північний захід
- Вілкінсон – північний захід

## Виноски
1. ↑  U.S. Decennial Census. United States Census Bureau. Архів оригіналу за 12 травня 2015. Процитовано 23 червня 2014.
2. ↑  Historical Census Browser. University of Virginia Library. Архів оригіналу за 11 серпня 2012. Процитовано 23 червня 2014.
3. ↑  Population of Counties by Decennial Census: 1900 to 1990. United States Census Bureau. Архів оригіналу за 2 лютого 2019. Процитовано 23 червня 2014.
4. ↑  Census 2000 PHC-T-4. Ranking Tables for Counties: 1990 and 2000 (PDF). United States Census Bureau. Архів оригіналу (PDF) за 18 грудня 2014. Процитовано 23 червня 2014.
5. ↑  State & County QuickFacts. United States Census Bureau. Архів оригіналу за 2 липня 2011. Процитовано 23 червня 2014.(англ.) Наведено за англійською вікіпедією.
6. ↑  American FactFinder. Бюро перепису населення США. Архів оригіналу за 26 лютого 2012. Процитовано 31 січня 2008.

| США | Це незавершена стаття з географії США. Ви можете допомогти проєкту, виправивши або дописавши її. |